# カッキーケムケム 突然ですが、お邪魔いたします
『カッキーケムケム 突然ですが、お邪魔いたします』（かっきーけむけむ とつぜんですが、おじゃまいたします）とは、ニッポン放送で2012年10月6日から始まったラジオの生中継番組である。なお、2013年4月6日-2013年9月21日は『突然ですが、お邪魔いたします』というタイトルで放送されていた。

## 番組概要
この番組では、パーソナリティの垣花正と煙山光紀（2012年10月 - 2013年3月、2013年10月 -2014年3月）が、「銭湯」や「商店街」や「マニアックなお店」や「イベント会場」など、30分間にわたって、ニッポン放送の放送エリアである首都圏の街中からラジオカーや簡易中継機材を活用しての、生中継を行う番組で、そこに生きる人たちにお話を聞き、人と人のつながりの大切さをお届けする。
なお、2013年4月 - 9月は増田みのりがスタジオ担当に垣花が中継担当（フィールドアナウンサー）として担当が変わることになり、タイトルも『突然ですが、お邪魔いたします』に変更となった。
2013年10月から再び煙山が復帰し、垣花＆煙山の体制に戻る。
2014年3月中旬に同時間で4月よりSHELLYがパーソナリティの番組『SHELLY GO ROUND』が放送されることを発表。
2014年3月22日の放送にて正式に3月いっぱいで番組終了すると発表した。
ニッポン放送のタイムテーブル（番組表）では『突然ですが、お邪魔致します』になっている。
番組略称名は『突おじゃ』や『お邪魔』。

## 放送時間
- 毎週土曜日 15時30分 - 16時

## パーソナリティ
いずれも、ニッポン放送アナウンサー
- 垣花正（中継担当もしくはスタジオ担当）※2013年6月1日はリフレッシュ休暇のため、番組休み。
- 煙山光紀（スタジオ担当もしくは中継担当）※2013年4月 - 9月はスポーツ中継優先のため、番組を離れていた。2013年11月2日は番組直前までサッカー中継の実況をしていたため、番組休み。12月28日は年末年始休みのため、番組休み。2014年1月25日は冬休みのため、番組休み。

### 過去のパーソナリティ
- 増田みのり（スタジオ担当、2013年4月 - 9月）※2013年7月6日は夏休みのため、番組休み。

## ピンチヒッター
- 煙山光紀 ※垣花がリフレッシュ休暇のため、2013年6月1日に中継を担当。
- 新保友映 ※増田が夏休みのため、2013年7月6日にスタジオを担当。
- 増田みのり ※煙山が番組直前までサッカー中継の実況のため、2013年11月2日にスタジオを担当。垣花と煙山が2人で中継したため、2014年3月15日にスタジオを担当。
- 洗川雄司 ※煙山が年末年始休みのため、2013年12月28日にスタジオを担当。
- 山本剛士 ※煙山が冬休みのため、2014年1月25日にスタジオを担当。

## スタッフ
- 西川栄二（放送作家）
- 鈴木賢一（ディレクター）

## 中継先

### 2012年･秋､2013年･冬（1stシーズン）全19回
- 第1回（2012年10月6日）:四谷三丁目の銭湯「蓬来湯」／中継担当･垣花
- 第2回（2012年10月20日）:鶯谷の会員制スナック「よーかんちゃん」／中継担当･垣花
- 第3回（2012年10月27日）:浅草のブロマイド店「マルベル堂」／中継担当･煙山
- 第4回（2012年11月10日）:南千住のとある公園〜南千住のタコ焼き屋「パワーブレンドTANAKA」(超能力で味が変わるタコ焼き)／中継担当･垣花
- 第5回（2012年12月1日）:清澄白河のおみやげ屋「江戸みやげ屋 たかはし」／中継担当･煙山
- 第6回（2012年12月8日）:渋谷のギャルカフェ「10sion」／中継担当･煙山
- 第7回（2012年12月15日）:代々木第一体育館「オールナイトニッポン45周年感謝祭 ALL LIVE NIPPON」のバックヤードから、ももいろクローバーZも出演／中継担当･垣花
- 第8回（2012年12月22日）:世田谷の喫茶店「邪宗門」／中継担当･煙山
- 第9回（2012年12月29日）:上野御徒町「アメヤ横丁」／中継担当･垣花
- 第10回（2013年1月12日）:銀座のGINZA ROOTS TOKYOから「ニッポン放送大新年会」の会場より、紅晴美,高嶋ひでたけ、上柳昌彦らが登場／中継担当･垣花
- 第11回（2013年1月19日）:板橋イナリ通り商店街のコン太村「駄菓子屋ゲーム博物館」／中継担当･煙山
- 第12回（2013年1月26日）:横浜市長者町「横浜亜熱帯茶館 〜爬虫類Cafe〜」／中継担当･煙山
- 第13回（2013年2月2日）:赤羽の豆腐店「みやこ豆腐」(漫画･美味しんぼ『大豆とにがり』<ビッグコミックス第7巻･第5話>で紹介された)／中継担当･垣花
- 第14回（2013年2月9日）:有楽町駅前広場「ニッポン放送･福招きウィーク」の会場から、香音のステージイベントより野々村真、野々村俊恵、杉久リリィも出演／中継担当･垣花
- 第15回（2013年2月16日）:横浜市野毛町のサーカス用品店「むごん劇かんぱにい」／中継担当･煙山
- 第16回（2013年3月9日）:東小岩の鉄道ジオラマのある銭湯「ともの湯」／中継担当･煙山
- 第17回（2013年3月16日）:上板橋のイラン人が経営する居酒屋「花門」／中継担当･垣花
- 第18回（2013年3月23日）:谷中銀座のベリーダンスも見られるトルコ料理店「ZAKURO」／中継担当･煙山
- 第19回（2013年3月30日）:本郷三丁目の金魚も売っている喫茶店「金魚坂」／中継担当･煙山

### 2013年･春､夏（2ndシーズン）全20回
- 第1回（2013年4月6日）:明大前の沖縄料理居酒屋「宮古(2号店)」
- 第2回（2013年4月13日）:吉祥寺のミニカーカフェ「ミニカーサロン･ユー」
- 第3回（2013年5月4日）:板橋区ときわ台「アクロバット教室･東京」
- 第4回（2013年5月11日）:先週OAの内容を紹介、京成高砂の中華料理店「太洋軒」〜鮮魚店「一水」〜プラレールカフェ「プラたく」
- 第5回（2013年5月25日）:千葉県成田市「成田ゆめ牧場」
- 第6回（2013年6月1日）:神保町のスポーツと格闘技の書籍、雑誌の専門店「ブックパワーRBS」〜街コン会場「サンダーバードカフェ」から中継／中継担当:煙山
- 第7回（2013年6月15日）:戸越銀座「かわら割り道場-東京支部-(石川商店)」※Ustreamで動画配信あり
- 第8回（2013年6月22日）:赤坂見附ポールダンス教室「Pole Dance Tokyo」
- 第9回（2013年6月29日）:葛飾区柴又の寅さんの銅像前〜おみやげ屋「柴又たま屋」〜「らくがき工房柴又店」〜甘味処「かなん亭」〜駄菓子屋「ハイカラ横丁」
- 第10回（2013年7月6日）:浅草「音のヨーロー堂」の店頭から、ラジオ大阪の原田年晴アナウンサーも出演。
- 第11回（2013年7月13日）:西荻窪スラックライン(綱渡り)専用ジム「solaris」
- 第12回（2013年7月20日）:江戸川区の行船公園「江戸川区特産金魚まつり」の会場
- 第13回（2013年7月27日）:巣鴨「高岩寺」〜お茶屋さん「磯田園」〜婦人服店「サン･まつみや」～お食事処「すがも園」
- 第14回（2013年8月3日）:埼玉県越谷市「県営しらこばと水上公園」
- 第15回（2013年8月10日）:六本木の東京ミッドタウン「ミッドパークアスレチック」
- 第16回（2013年8月17日）:千葉市美浜区幕張メッセの「トミカ博 in TOKYO」
- 第17回（2013年8月24日）:千葉県成田市「成田国際空港第2ターミナル出発ロビー」
- 第18回（2013年9月7日）:日比谷公園「JAPANオクトーバーフェストin日比谷」の会場から
- 第19回（2013年9月21日）:代々木公園けやき並木広場「スリランカフェステェバル2013」の会場から
- 第20回（2013年9月28日）:東京国際フォーラム広場「秋田けけけ祭り」のイベント会場から

### 2013年･秋､2014年･冬（3rdシーズン）
- 第1回（2013年10月19日）:西麻布の野球ファンが集まる居酒屋「鉄腕」／中継担当･煙山
- 第2回（2013年10月26日）:港区虎ノ門「ホテルオークラ東京」みのもんたの記者会見直前の会場から、芸能レポーター駒井千佳子も出演／中継担当･垣花 ※当初は「ゆるキャラまつり」に行く予定だったが変更となった
- 第3回（2013年11月2日）:東京国際フォーラム ホールAより「ニッポン放送開局60周年記念コンサート 徳光和夫『ニッポン放送 夢の歌謡ステージ』」の会場前から／中継担当･垣花 ※サッカー中継があったため、20分の短縮バージョン
- 第4回（2013年11月9日）:静岡県沼津市「沼津ぐるめ街道 竜宮海鮮市場」〜「沼津･湯河原温泉 万葉の湯」から／担当･煙山
- 第5回（2013年11月16日）:幕張メッセの会場から「リアル脱出ゲーム」に挑戦／担当･垣花
- 第6回（2013年11月23日）:駒沢公園の「東京ラーメンショー」イベント会場から／担当･煙山
- 第7回（2013年12月14日）:上野公園 国立科学博物館「特別展『大恐竜展』―ゴビ砂漠の脅威―」の会場から白鵬（『大恐竜展』の広報大使）がゲスト。／担当･垣花
- 第8回（2013年12月21日）:中野ブロードウェイから、メイドさんによる足裏マッサージ店「フットマッサージなかの」〜プロレスマスク専門店「覆面屋工房」〜カードショップ「トレジャー」／担当･煙山
- 第9回（2013年12月28日）:上野御徒町「アメヤ横丁」から「千代田海苔店」〜「モーゼスさんのケバブ」〜「笹本たばこ店」より中継／担当･垣花 ※1時間の拡大バージョン

## スピンオフ番組
「緊急生放送！AKB48総選挙直前 日産スタジアムにお邪魔しています」（2013年6月8日）
- パーソナリティ:吉田尚記、スタジオ担当:増田みのり
- AKB48選抜選挙開票イベント会場の横浜国際総合競技場から生中継。
- 渡辺麻友のインタビュー、評論家の宇野常寛のコメント、会場の出口調査(厳密には入口調査)のベスト3の発表などあり。
- 交通情報のBGMも特別に「さよならクロール」を使用した。
- 番組フォーマットは「突おじゃ」と同じ、CM、ニュース、天気予報、交通情報のタイミングが一緒。

## 幻の放送
2012年11月3日はJリーグカップ決勝戦｢鹿島アントラーズ対清水エスパルス｣の中継が延長戦までもつれたため、番組は休止となった。
ちなみに中継場所は試合終了後の国立競技場から垣花が担当するはずだった。

## タイムテーブル
- オープニング
- 中継先とスタジオの掛け合い
- 中継コーナー、インタビューなど
- メール・FAX受付呼びかけ（初期の頃は呼びかけていた）
- 曲（時間によりカットする場合が多い）
- CM（不定期で女性レポーターの中継生CMもある）
- ニッポン放送ニュース - この時間ではスタジオ担当がニュースを伝える。
- ニッポン放送天気予報 - スタジオ担当が天気予報を伝える。
- ニッポン放送交通情報 - 九段センター担当
- CM
- 中継コーナー,インタビューなど
  - ※合唱コーナー - 第1回では、｢戦争を知らない子供たち」の替え歌『銭湯しか知らない子供たち』を銭湯の利用者と垣花が歌った。京成高砂の回では『プラレールのうた（のりものパラダイス）』を中継先のみんなで歌った。
- エンディング

## エンディングテーマ
「今日はなんだか／シュガー・ベイブ」
- ちなみに90年代の人気深夜番組「DAISUKI!」でもエンディングにこの曲を使用していた。

## ジングル
CM入り前のジングルは「DAISUKI!」のアイキャッチをインスパイアしており、番組タイトルの「突おじゃ」を女性ナレーターがコールをする。（ジングルは全部で4種類）
過去に増田の｢あっは〜ん｣｢うっふ〜ん｣バージョンもあった。

## その他
「垣花正 あなたとハッピー!」（2013年11月25日放送）でパートナーの那須恵理子がリフレッシュ休暇のため、ピンチヒッターで煙山がパートナーとして出演。「突おじゃ」コンビで放送した。タイトルも「カッキーケムケム あなたとハッピー!」となった。